# Childs Play
Childs Play était un site Web sur le darknet hébergeant de la pédopornographie qui a fonctionné d'avril 2016 à septembre 2017, et qui, à son apogée, était le plus grand de sa catégorie,,,,. Le site a été dissimulé en étant exécuté comme un service caché sur le réseau Tor. Après avoir géré le site pendant les six premiers mois, le propriétaire Benjamin Faulkner de North Bay dans l'Ontario au Canada, est arrêté par le Département de la Sécurité intérieure des États-Unis. Pendant les onze mois restants, le site Web est détenu et exploité par la Task Force Argos du service de police australien du Queensland, dans le cadre de l'opération Artemis.

## Opération de police
Le site Web est géré par la police australienne pendant 11 mois et implique l'usurpation d'identité du propriétaire du forum WarHead (alias de Faulkner), ce qui oblige la police à publier régulièrement des images d'abus d'enfants, afin de convaincre les utilisateurs que le site n'est pas compromis,,. Ivar Stokkereit, conseiller juridique du UNICEF en Norvège, déclare qu'il s'agit d'une « violation flagrante de la Convention relative aux droits de l'enfant, même si l'intention de la police est d'empêcher de nouvelles infractions à long terme ». Amnesty International critique également ces actions, les qualifiant d'« inacceptables au regard du droit relatif aux droits humains ». L'ECPAT soutient l'approche proactive adoptée par le groupe de travail Argos. 
James Sheptycki, professeur de criminologie à l'Université York, critique le transfert du site Web de son serveur d'origine en Europe vers l'Australie, le qualifiant de « forum shopping », effectué en raison du cadre juridique favorable en Australie qui permettrait au site Web de continuer à fonctionner de cette manière.

## Condamnations
La prise de contrôle du site et son utilisation ultérieure pour recueillir des informations conduisent à des arrestations et des condamnations :
- L'associé de Benjamin Faulkner, Patrick Falte, est capturé avec Faulkner lorsqu'ils se sont rencontrés en Virginie en octobre 2016, deux jours après avoir violé une fillette de quatre ans. Falte était administrateur de The GiftBox Exchange, un autre site pédopornographique sur le darknet qui a été fermé en novembre 2016. Tous deux sont condamnés à la réclusion à perpétuité pour le viol de la jeune fille, puis à 35 ans de prison pour avoir participé à une entreprise d'exploitation d'enfants[1],[2].
- Andrew R. Leslie, de Middleburg en Floride, est condamné à 30 ans de prison pour avoir participé à une entreprise d'exploitation d'enfants[8], où il était membre VIP de The Giftbox Exchange. Leslie exploitait également un autre réseau d'exploitation d'enfants sur le darknet qui présentait des vidéos d'abus sexuels violents et graves sur des enfants et, en mars 2018, il est condamné à 60 ans de prison supplémentaires pour abus sexuels et production d'abus sexuels sur des nourrissons et des jeunes enfants.
- Brett A. Bedusek, de Cudahy dans le Wisconsin, est condamné à 20 ans de prison pour avoir participé à une entreprise d'exploitation d'enfants et pour violation d'une libération surveillée antérieure pour le même type d'infraction[8].
- L'administrateur du site, Tyler David Walker, un Canadien de 21 ans, est initialement arrêté à ce sujet en mars 2017 et condamné à cinq ans de prison[9].
- L'utilisateur du site Robert Zitzelsperger, ancien professeur de sciences à Sydney[10].

## Représentations médiatiques
En novembre 2019, le réseau canadien CBC Radio, en collaboration avec le norvégien VG (Verdens Gang), publie un podcast en six parties,, intitulé Hunting Warhead, relatant l'enquête menée par le journaliste de VG Håkon Høydal et un expert norvégien en sécurité informatique sur les réseaux d'abus sexuels sur mineurs sur le dark web. Au cours des six épisodes, le journaliste de la CBC Daemon Fairless examine les antécédents de Benjamin Faulkner et le déroulement des événements qui ont conduit à sa capture.